# Trebišov
 Ovo je glavno značenje pojma Trebišov. Za Okrug pogledajte Okrug Trebišov.
Trebišov  (mađ. Tőketerebes, njem. Trebischau) je grad u Košičkom kraju u istočnoj Slovačkoj. Grad je upravno središte Okruga Trebišov.

## Zemljopis
Trebišov se nalazi na vinogradnim brežuljcima istočne Slovačke. Grad je centar južne regije Zemplé. Smješten na nadmorskoj visini od 109 m uglavnom na desnoj obali rijeke Trnavke koja je pritok pritoka Ondave.

## Povijest
Na području grada nalaze se arheološki nalazi iz neolitika, brončanog doba i doba Velikomoravske Kneževine. 
Prvi pisani osvrt na dvorac potječe iz 1254. godine. Naselje se spominje 1330. godine kada je dobilo status grada. Dvorac i selo postaju jedno naselje u 14. stoljeću.
Nakon pada komunizma neke tvornice u regiji su zatvorene i grad je postao neka vrsta geta za otprilike 4.000 Roma koji su se preselili iz sela u grad. U proljeće 2004. godine u cilju edukacije nezaposlenih u potrazi za poslom, Slovačka vlada smanjila je sve socijalne beneficije za dugoročno nezaposlene u Slovačkoj na pola, to je dovelo do demonstracija među trebišovskim romima. Nakon tri dana bučnih demostracija slovačka vojska i policija su razbili demostracije.

## Stanovništvo
| Godina:     | 1993.  | 2003.   | 2013.   | 2023.   |
| ----------- | ------ | ------- | ------- | ------- |
| Broj ljudi: | 21 584 | 22 765  | 24 522  | 22 812  |
| Razlika:    |        | +5,47 % | +7,71 % | -6,97 % |

| Godina:     | 2022.  | 2023.   |
| ----------- | ------ | ------- |
| Broj ljudi: | 22 890 | 22 812  |
| Razlika:    |        | -0,34 % |

Po popisu stanovništva iz 2007. godine grad je imao 23.305 stanovnika.
Prema službenom popisu stanovništva iz 2001. godine etnički je sljedeći:
- Slovaci - 86,86%
- Romi - 8,87%
- Mađari -  1,75%
- Česi -  0,64%

### Religija
- rimokatolici - 52,60%
- grkokatolici - 24,93%
- ateisti - 10,85%
- pravoslavci - 2,11%

## Gradovi prijatelji
- Jasło, Poljska  [7]

## Poznate osobe
- Dušan Karpatský, najistaknutiji češki kroatist, književni povjesničar i prevoditelj, dopisni član Hrvatske akademije znanosti i umjetnosti

## Vanjske poveznice
- Službena stranica grada

### Ostali projekti
|  | Zajednički poslužitelj ima još gradiva o temi Trebišov |